# 士部
士部為漢字索引中的部首之一，計三畫，是康熙字典214個部首中的第33個（三畫的中為第4個）。繁體字中，一字帶「士」且無其他部首時歸為士部。
在中華民國教育部推薦的國字標準字體中，士部和土部不同，士字上面的橫比下面的長，而土字下面的橫比上面的長；而中文簡化字中，士部則被歸為土部的附形部首。

## 部首單字解釋
1. 有才能可以任事的人。
2. 男子的通稱。
3. 人的通稱。
4. 古代四民之一，即士農工商。
5. 稱有官位的人。
6. 軍人。
7. 介於軍官與士兵之間的領導幹部。有士官長、上士、中士、下士。

### 「士」的本義
「士」在中國歷史上多數解作讀書人，屬四民（士農工商）之首。「士」在先秦典籍中屢見不鮮，有解作文德之士，有解作農民，莫衷一是。探源索始，需從「士」字的構形追查。徐中舒和嚴一萍認為「士」與「王」字同源，「士」與「王」在金文中構形很相似，「士」象端正危坐的人，指官長或治獄之官，而「王」字亦象端拱而坐的人，指帝王，地位較高。吳其昌補充「士」字和「王」字與「工」字的構形相近，「工」本指伐木之斧，是先民的原始工具，有了斧則可以做各樣事情，因此才明白為何《說文解字》把「士」解作「事」。吳其昌再把「士」引申為斧，可用於戰事，亦可用於刑罰，所以可以解作戰士或執行刑罰之官，而執行此等事情的都是男人，因此，「士」幾經引申，可解作男子。

## 字形

甲骨文
金文
大篆
小篆

## 名稱
- 漢語：士部（拼音：shìbù，注音：ㄕˋ ㄅㄨˋ）
- 日語：
- 朝鲜語：

## 字例
| 部首外筆畫 | 字例 -{  |
| ---------- | -------- |
| 0          | 士       |
| 1          | 壬       |
| 2          | 壭       |
| 3          | 壮       |
| 4          | 壯声壱売 |
| 5          | 垂壳     |
| 6          | 壴壵     |
| 7          | 壶       |
| 8          | 壷壸     |
| 9          | 壹壺壻㚃 |
| 10         | 壼       |
| 11         | 壽壾     |
| 12         | 壿㚄夀   |
| 13         | 𡔿夁 }-  |